# Evropský lesnický institut
Evropský lesnický institut (EFI, anglicky European Forest Institute) je mezinárodní organizace se sídlem v Joensuu, Finsko.
Byl založen v roce 1993 jako asociace podle finského práva, aby přispěl ke studii lesnictví, lesů a ochraně lesa na evropské úrovni. Na základě Úmluvy o Evropském lesnickém institutu z roku 2003 byl v roce 2005 přeměněn na mezinárodní organizaci.

## Účel
Záměrem činnosti Institutu je provádět výzkum v oblasti lesnické politiky, a to na celoevropské úrovni, včetně jeho environmentálních aspektů, ekologie, víceúčelového využívání zdrojů a zdravotního stavu lesů v Evropě, nabídky a poptávky po dříví a ostatních lesních produktech a službách, za účelem podpory ochrany přírody a udržitelného hospodaření v lesích Evropy.

## Organizace
Orgány Institutu jsou rada, konference, výbor a sekretariát v čele s ředitelem. V současnosti (ke dni 2. 10. 2007) sdružuje 131 organizací zabývajících se lesnictvím ze 37 zemí.

### Česko
Česká republika je řádným členem Institutu od roku 2007.